# Грант (Міннесота)
Грант (англ. Grant) — місто (англ. city) в США, в окрузі Вашингтон штату Міннесота. Населення — 3966 осіб (2020).

## Географія
Грант розташований за координатами 45°4′55″ пн. ш. 92°54′39″ зх. д. / 45.08194° пн. ш. 92.91083° зх. д. (45.082077, -92.910948).  За даними Бюро перепису населення США в 2010 році місто мало площу 68,69 км², з яких 65,02 км² — суходіл та 3,68 км² — водойми.

## Демографія
Згідно з переписом 2010 року, у місті мешкало 4096 осіб у 1464 домогосподарствах у складі 1235 родин. Густота населення становила 60 осіб/км².  Було 1509 помешкань (22/км²).
Расовий склад населення:
| - 96,7 % — білих - 1,8 % — азіатів - 0,3 % — корінних американців - 0,2 % — чорних або афроамериканців |

До двох чи більше рас належало 0,6 %. Частка іспаномовних становила 1,8 % від усіх жителів.
За віковим діапазоном населення розподілялося таким чином: 23,7 % — особи молодші 18 років, 61,5 % — особи у віці 18—64 років, 14,8 % — особи у віці 65 років та старші. Медіана віку мешканця становила 47,7 року. На 100 осіб жіночої статі у місті припадало 103,3 чоловіків;  на 100 жінок у віці від 18 років та старших — 102,3 чоловіків також старших 18 років.
Середній дохід на одне домашнє господарство  становив 130 079 доларів США (медіана — 106 897), а середній дохід на одну сім'ю — 144 712 долари (медіана — 116 509). Медіана доходів становила 81 290 доларів для чоловіків та 45 625 доларів для жінок. За межею бідності перебувало 1,6 % осіб, у тому числі 0,0 % дітей у віці до 18 років та 1,7 % осіб у віці 65 років та старших.
Цивільне працевлаштоване населення становило 2065 осіб. Основні галузі зайнятості: освіта, охорона здоров'я та соціальна допомога — 22,5 %, виробництво — 13,3 %, фінанси, страхування та нерухомість — 9,3 %, будівництво — 9,1 %.